# Constantin Duca
Constantin Duca (n.  ? – d. 1704, Constantinopol, Imperiul Otoman) a fost domn al Moldovei între aprilie 1693 și 18 decembrie 1695 și între 12 septembrie 1700 și 26 iulie 1703. A fost fiul lui Gheorghe Duca al Moldovei.

## Domnii
În prima domnie ia tronul cu sprijinul socrului său Constantin Brâncoveanu al Țării Românești în 1693. A venit în țară cu mulți creditori greci, s-a încuscrit cu familia Costineștilor și i-a alungat pe Cantemirești. Pentru a-și scoate cheltuielile pentru domnie, pune dări noi, ca văcăritul, peste țară, deja prădată de polonezi,turci și tătari. Nemulțumind în mai multe rânduri pe turci, și omorându-l și pe capigiul venit după haraciul neplătit, este mazilit cu toată intervenția bănească a lui Brâncoveanu.
A doua oară, ia domnia după Antioh Cantemir, dușmanul lui Brâncoveanu, tot cu sprijinul acestuia, deși moartea soției sale din 1697, răcise legăturile de rudenie. Și de această dată mărește dările (opt sferturi în loc de patru pe an), reînființează văcăritul, scos de predecesorul său, și-i persecută pe Cantemirești. Acestia emigrează la vecini și caută să-i creeze lui Duca greutăți. În cele din urmă, Duca se pune rău și cu Brâncoveanu, care reușește să-l mazilească.